# Soft Heap
Soft Heap era un supergruppo britannico di jazz d'avanguardia e fusion della scena di Canterbury. Fu fondato nel gennaio del 1978 da Hugh Hopper (basso), Elton Dean (sassofono), Alan Gowen (tastiere) e Pip Pyle (batteria), musicisti famosi per aver fatto parte dei gruppi di rock progressivo Soft Machine e National Health.
Il nome del gruppo deriva in parte dai Soft Machine, capi-scuola del movimento di Canterbury, mentre Heap è l'acronimo dei nomi di battesimo dei membri dei Soft Heap. Esordirono con un tour nel 1978, al termine del quale Pyle fu assorbito da altri impegni; venne sostituito da Dave Sheen e la band prese il nome Soft Head. Un concerto dei Soft Head fu registrato in Francia nel maggio del 1978 e pubblicato in quello stesso anno dalla Ogun Records nell'album Rogue Element.
Nell'ottobre dello stesso anno, con il ritorno di Pyle il gruppo riprese il vecchio nome e si ricompose la formazione originale, che subito incise l'eponimo Soft Heap, l'unico album in studio della band, pubblicato nel 1979 dalla Charly Records. Brani di un concerto a Londra del novembre 1978 di questa formazione furono pubblicati dalla Reel Recordings nel 2008 nell'album Al Dente.
Nel 1979, l'altro National Health John Greaves sostituì Hopper, mentre dopo la morte di Gowen nel 1981 fu chiamato a sostituirlo il chitarrista Mark Hewins. Un concerto in Francia di questa nuova formazione fu registrato nel 1982, ma venne pubblicato solo nel 1995 nell'album A Veritable Centaur dalla Impetus Records. Oltre ai 10 brani di quel concerto, fu inserito nel disco un brano registrato nel 1983 alla BBC Radio 3.
Negli anni ottanta i Soft Heap effettuarono quattro tour e suonarono in totale 25 concerti in Europa. Di rilievo un concerto a Parigi nel 1988, e soprattutto l'esibizione che riscosse un notevole successo nel 1989 al festival jazz di Coutances, in Francia, ripresa e trasmessa dalla rete radiofonica FR1 Radio.

## Discografia

### Soft Head
- 1978 Rogue Element - Ogun Records

### Soft Heap
- 1979 Soft Heap - Charly Records
- 1996 A Veritable Centaur - Impetus Records (registrato nel 1982-1983)
- 2008 Al Dente - Reel Recordings (registrato nel 1978)